# Zhejiang Nuzi Paiqiu Dui 2014-2015
Questa voce raccoglie le informazioni riguardanti lo Zhejiang Nuzi Paiqiu Dui nelle competizioni ufficiali della stagione 2014-2015.

## Organigramma societario
Area tecnica
- Allenatore: Wu Sheng

## Rosa
| N° | Nome           | Ruolo | Data di nascita  | Nazionalità sportiva |
| -- | -------------- | ----- | ---------------- | -------------------- |
| 1  | Zhao Xiyu      | S     | 20 agosto 1995   | Cina                 |
| 2  | Wang Xianfen   | C     | 22 aprile 1989   | Cina                 |
| 3  | Jiang Yuxiao   | S     | 24 luglio 1993   | Cina                 |
| 4  | Wang Na        | P     | 25 febbraio 1990 | Cina                 |
| 5  | Li Ying        | C     | 14 gennaio 1995  | Cina                 |
| 6  | Zhu Yuezhou    | S/O   | 27 marzo 1995    | Cina                 |
| 7  | Shan Danna     | L     | 8 ottobre 1995   | Cina                 |
| 8  | Li Jing        | S     | 9 agosto 1991    | Cina                 |
| 9  | Jin Yan        | P     | 8 gennaio 1993   | Cina                 |
| 10 | Zhong Yunyi    | S     | 5 gennaio 2000   | Cina                 |
| 11 | Qiu Yanan      | S/O   | 16 gennaio 1989  | Cina                 |
| 12 | Yang Zhou      | C     | 21 aprile 1991   | Cina                 |
| 14 | Zheng Shuchang | S     | 26 ottobre 2000  | Cina                 |
| 15 | Wang Huimin    | S/O   | 11 novembre 1992 | Cina                 |
| 16 | Luo Yuting     | S     | 24 ottobre 1996  | Cina                 |
| 17 | Fan Jianqing   | S     | 4 febbraio 1995  | Cina                 |
| 18 | Bao Yunyun     | S     | 26 dicembre 1991 | Cina                 |
| 19 | Liu Yu         | C     | 13 maggio 2001   | Cina                 |
| 20 | Lin Qi         | P     | 5 febbraio 2000  | Cina                 |

## Mercato
| Acquisti | Acquisti       | Acquisti | Acquisti |
| R.       | Nome           | da       | Modalità |
| -------- | -------------- | -------- | -------- |
| S        | Zhong Yunyi    | ?        | ?        |
| S        | Zheng Shuchang | ?        | ?        |
| S        | Luo Yuting     | ?        | ?        |
| C        | Liu Yu         | ?        | ?        |
| P        | Lin Qi         | ?        | ?        |

| Cessioni | Cessioni     | Cessioni | Cessioni |
| R.       | Nome         | a        | Modalità |
| -------- | ------------ | -------- | -------- |
| C        | Xie Yulu     | ?        | ?        |
| S        | Fu Xiaoyu    | ?        | ?        |
| S        | Jin Zhaoyang | ?        | ?        |

## Risultati

### Volleyball League A

#### Regular season

##### Prima fase
| 1ª giornata - 8 novembre 2014 Jiashan County Coliseum, Jiaxing              | Zhejiang         | 1 - 3 | Jiangsu          | 22-25, 17-25, 27-25, 18-25        |
| 2ª giornata - 11 novembre 2014 Jiashan County Coliseum, Jiaxing             | Zhejiang         | 3 - 0 | Guangdong Hengda | 25-14, 25-18, 25-16               |
| 3ª giornata - 15 novembre 2014 Luwan Gymnasium, Shanghai                    | Shanghai         | 3 - 1 | Zhejiang         | 16-25, 25-22, 28-26, 25-15        |
| 4ª giornata - 18 novembre 2014 Fujian Stadium, Fuzhou                       | Fujian           | 2 - 3 | Zhejiang         | 25-21, 22-25, 26-24, 23-25, 9-15  |
| 5ª giornata - 22 novembre 2014 Jiashan County Coliseum, Jiaxing             | Zhejiang         | 3 - 1 | Shandong         | 25-22, 22-25, 25-20, 25-18        |
| 6ª giornata - 25 novembre 2014 Changzhou University Gymnasium, Changzhou    | Jiangsu          | 2 - 3 | Zhejiang         | 25-18, 25-16, 18-25, 17-25, 12-15 |
| 7ª giornata - 29 novembre 2014 Guangzhou Sport University Gymnasium, Canton | Guangdong Hengda | 1 - 3 | Zhejiang         | 16-25, 25-22, 19-25, 13-25        |
| 8ª giornata - 2 dicembre 2014 Jiashan County Coliseum, Jiaxing              | Zhejiang         | 3 - 1 | Shanghai         | 28-26, 25-23, 23-25, 25-23        |
| 9ª giornata - 6 dicembre 2014 Laiwu City Gymnasium, Laiwu                   | Shandong         | 1 - 3 | Zhejiang         | 16-25, 16-25, 25-17, 16-25        |
| 10ª giornata - 9 dicembre 2014 Jiashan County Coliseum, Jiaxing             | Zhejiang         | 3 - 1 | Fujian           | 25-23, 21-25, 25-20, 25-23        |

##### Seconda fase
| 11ª giornata - 13 dicembre 2014 Jiashan County Coliseum, Jiaxing      | Zhejiang | 3 - 1 | Liaoning | 23-25, 25-14, 25-23, 25-10        |
| 12ª giornata - 16 dicembre 2014 Jiashan County Coliseum, Jiaxing      | Zhejiang | 3 - 2 | Beijing  | 30-32, 19-25, 25-15, 25-12, 16-14 |
| 13ª giornata - 20 dicembre 2014 Nationality College Gymnasium, Dalian | Liaoning | 3 - 1 | Zhejiang | 26-24, 23-25, 25-14, 25-20        |
| 14ª giornata - 23 dicembre 2015 Glory Stadium, Pechino                | Beijing  | 1 - 3 | Zhejiang | 25-18, 23-25, 22-25, 13-25        |
| 15ª giornata - 27 dicembre 2015 Jiashan County Coliseum, Jiaxing      | Zhejiang | 1 - 3 | Bayi     | 22-25, 23-25, 25-23, 20-25        |
| 16ª giornata - 30 dicembre 2015 Jiashan County Coliseum, Jiaxing      | Zhejiang | 1 - 3 | Tianjin  | 21-25, 25-21, 23-25, 24-26        |
| 17ª giornata - 3 gennaio 2015 Yuanping Gymnasium, Shenzhen            | Bayi     | 2 - 3 | Zhejiang | 30-28, 25-21, 21-25, 17-25, 9-15  |
| 18ª giornata - 6 gennaio 2015 Tianjin Sports Center, Tientsin         | Tianjin  | 0 - 3 | Zhejiang | 16-25, 18-25, 15-25               |

#### Play-off scudetto

##### Semifinale
| Gara 1 - 10 gennaio 2015 Jiashan County Coliseum, Jiaxing | Zhejiang | 1 - 3 | Bayi     | 24-26, 25-23, 19-25, 15-25 |
| Gara 2 - 13 gennaio 2015 Yuanping Gymnasium, Shenzhen     | Bayi     | 3 - 0 | Zhejiang | 25-11, 25-13, 25-20        |

## Statistiche

### Statistiche di squadra
| Competizione        | Punti | In casa | In casa | In casa | In trasferta | In trasferta | In trasferta | Totale | Totale | Totale |
| Competizione        | Punti | G       | V       | P       | G            | V            | P            | G      | V      | P      |
| ------------------- | ----- | ------- | ------- | ------- | ------------ | ------------ | ------------ | ------ | ------ | ------ |
| Volleyball League A | 23    | 10      | 6       | 4       | 10           | 7            | 3            | 20     | 13     | 7      |
| Totale              | -     | 10      | 6       | 4       | 10           | 7            | 3            | 20     | 13     | 7      |

G = partite giocate; V = partite vinte; P = partite perse

### Statistiche dei giocatori
| Giocatore | Volleyball League A | Volleyball League A | Volleyball League A | Volleyball League A | Volleyball League A | Totale | Totale | Totale | Totale | Totale |
| Giocatore | P                   | PT                  | AV                  | MV                  | BV                  | P      | PT     | AV     | MV     | BV     |
| --------- | ------------------- | ------------------- | ------------------- | ------------------- | ------------------- | ------ | ------ | ------ | ------ | ------ |
| Bao Y.    | ?                   | ?                   | ?                   | ?                   | ?                   | ?      | ?      | ?      | ?      | ?      |
| Fan J.    | ?                   | ?                   | ?                   | ?                   | ?                   | ?      | ?      | ?      | ?      | ?      |
| Jiang Y.  | ?                   | ?                   | ?                   | ?                   | ?                   | ?      | ?      | ?      | ?      | ?      |
| Jin Y.    | ?                   | ?                   | ?                   | ?                   | ?                   | ?      | ?      | ?      | ?      | ?      |
| Li J.     | ?                   | 534                 | 487                 | 31                  | 16                  | ?      | 534    | 487    | 31     | 16     |
| Li Y.     | ?                   | 120                 | 73                  | 34                  | 13                  | ?      | 120    | 73     | 34     | 13     |
| Lin Q.    | ?                   | ?                   | ?                   | ?                   | ?                   | ?      | ?      | ?      | ?      | ?      |
| Liu Y.    | ?                   | ?                   | ?                   | ?                   | ?                   | ?      | ?      | ?      | ?      | ?      |
| Luo Y.    | ?                   | ?                   | ?                   | ?                   | ?                   | ?      | ?      | ?      | ?      | ?      |
| Qiu Y.    | ?                   | 173                 | 136                 | 15                  | 22                  | ?      | 173    | 136    | 15     | 22     |
| Shan D.   | ?                   | ?                   | ?                   | ?                   | ?                   | ?      | ?      | ?      | ?      | ?      |
| Wang H.   | ?                   | 266                 | 210                 | 21                  | 35                  | ?      | 266    | 210    | 21     | 35     |
| Wang N.   | ?                   | ?                   | ?                   | ?                   | ?                   | ?      | ?      | ?      | ?      | ?      |
| Wang X.   | ?                   | ?                   | ?                   | ?                   | ?                   | ?      | ?      | ?      | ?      | ?      |
| Yang Z.   | ?                   | 289                 | 158                 | 101                 | 30                  | ?      | 289    | 158    | 101    | 30     |
| Zhao X.   | ?                   | ?                   | ?                   | ?                   | ?                   | ?      | ?      | ?      | ?      | ?      |
| Zheng S.  | ?                   | ?                   | ?                   | ?                   | ?                   | ?      | ?      | ?      | ?      | ?      |
| Zhong Y.  | ?                   | ?                   | ?                   | ?                   | ?                   | ?      | ?      | ?      | ?      | ?      |
| Zhu Y.    | ?                   | ?                   | ?                   | ?                   | ?                   | ?      | ?      | ?      | ?      | ?      |

P = presenze; PT = punti totali; AV = attacchi vincenti; MV = muri vincenti; BV = battute vincenti